# François Jean Antoine Marie Monchen
François Jean Antoine Marie Monchen (Tilburg, 26 september 1901 – 25 februari 1987) was een Nederlands politicus.
Hij werd geboren als zoon van Hubertus Josephus Adrianus Maria Monchen (1877-1937) en Maria Elisabeth van de Pol (1877-1956). Hij was ambtenaar bij de gemeentesecretarie van Loon op Zand voor hij in 1924 in Wassenaar ging werken als adjunct-commies ter secretarie. Hij was in 1933 een van de oprichters van de Wassenaarse afdeling van de Algemene Rooms-Katholieke Ambtenarenvereniging (ARKA) en werd daarvan toen de secretaris. Monchen was gepromoveerd tot commies toen hij in 1937 aangesteld werd als waarnemend gemeente-ontvanger. In 1946 volgde zijn benoeming tot burgemeester van de gemeenten Montfoort en Willeskop. In 1966 ging hij met pensioen waarna hij terugkeerde naar Wassenaar. In 1987 overleed hij op 85-jarige leeftijd.
Zijn schoonzoon A.H. van der Post is ook burgemeester geweest.